# 国家 (杂志)
《国家》杂志，又译作《民族》，是美国历史悠久的连续出版的周刊，报道进步主义的政治和文化新闻、观点及分析。该杂志创刊于1865年7月6日，是威廉·劳埃德·加里森《解放者报》的继承者，该报主张废除奴隶制，在《美国宪法第十三修正案》批准后，于1865年停刊。鉴于《解放者报》所揭示的具体而紧迫的奴隶制问题已经被解决，一个关注和讨论更加广泛的主题的《国家》杂志应运而生。这份新杂志的重要合作者是文学编辑温德尔·菲利普斯·加里森（Wendell Phillips Garrison），他是威廉的儿子，拥有父亲的庞大关系网。
《国家》杂志由其同名所有者The Nation Company，L.P.在欧文广场（Irving Place）33号出版，并与国家研究所（The Nation Institute）相关联。
《国家》杂志在华盛顿特区、伦敦和南非设有新闻局，包括建筑部、艺术部、公司部、国防部、环境部、电影部、法律事务部、音乐部、和平与裁军部、诗歌部以及联合国部等部门。它的发行量在2006年达到顶峰，为187,000份；但到2010年，印刷品的发行量已降至145,000份，但数字订阅量已超过15,000份。

## 延伸阅读
- Pollak, Gustav. . 1915.